# Zbrodnia w Serocku

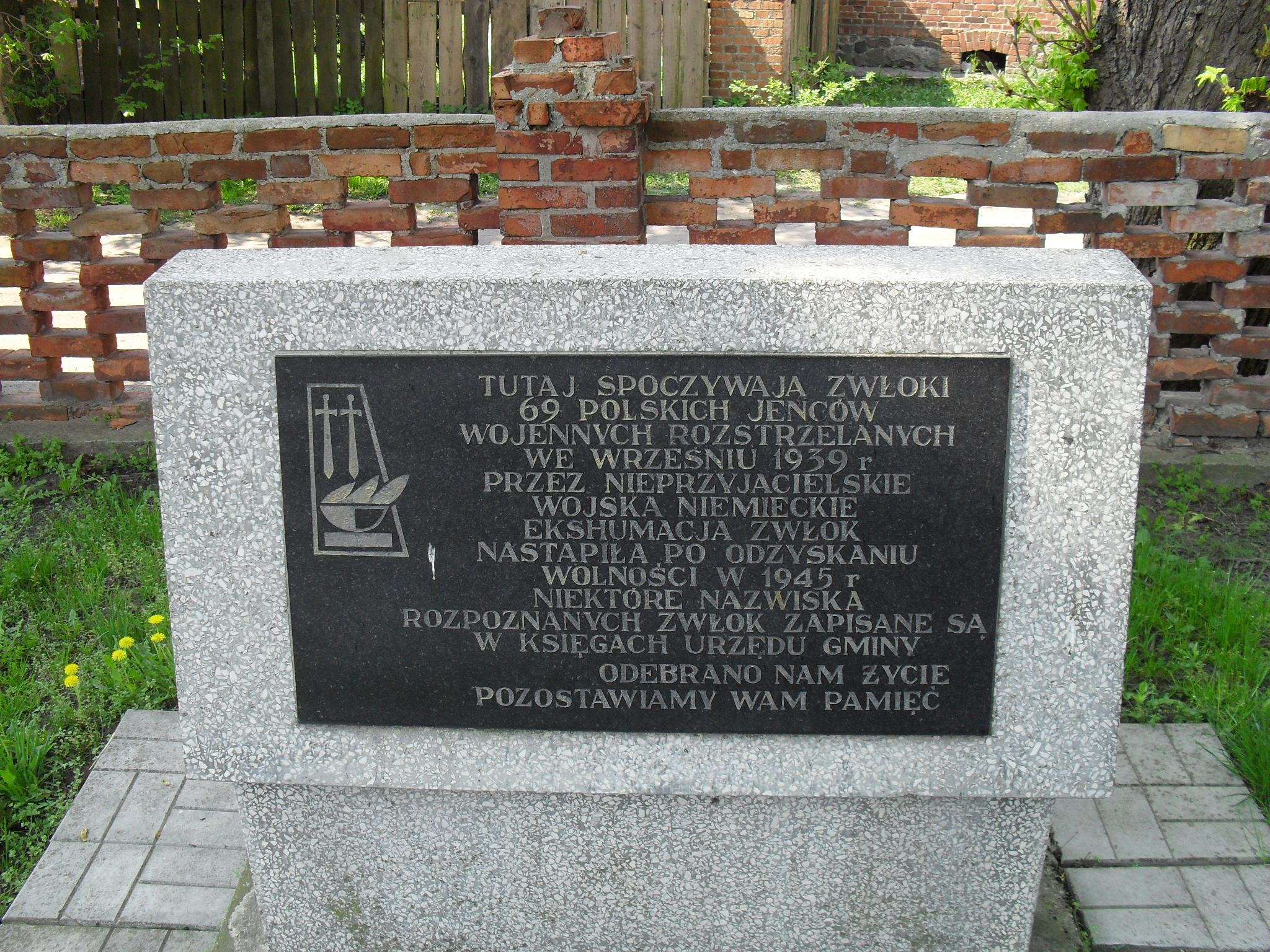
Miejsce pamięci narodowej

Zbrodnia w Serocku – mord na polskich jeńcach wojennych popełniony przez żołnierzy niemieckiego Wehrmachtu w trakcie kampanii wrześniowej 1939. Jego ofiarą padło kilkudziesięciu wziętych do niewoli żołnierzy Armii „Pomorze”, którzy w nocy z 4 na 5 września zostali zastrzeleni przez niemieckich strażników na polu pod wsią Serock (powiat świecki).

## Przebieg masakry
4 września 1939, około godziny 19:30, żołnierze Wehrmachtu przyprowadzili na pole pod Serockiem (5 kilometrów od Świekatowa) wielką, liczącą około 3500 osób grupę jeńców z rozbitych oddziałów Armii „Pomorze”, wśród których znajdowała się pewna ilość internowanych osób cywilnych. Jeńcom rozkazano ułożyć się do noclegu pod gołym niebem. 

W nocy (między godziną 24:00 a 1:00) Niemcy oświetlili nagle całe pole reflektorami samochodowymi i rozpoczęli bezładną strzelaninę. Przerażeni jeńcy próbowali ukrywać się w stogach siana. W wyniku niemieckiego ostrzału zginęło kilkudziesięciu jeńców. Szymon Datner podawał, iż zamordowano wówczas 66 polskich żołnierzy, Barbara Bojarska oceniała liczbę ofiar na 69 (ponad 60 jeńców wojennych oraz kilku cywilów), podczas gdy dokumenty Wehrmachtu mówiły o 84 ofiarach. Zbrodni dokonali żołnierze niemieckiego 604. batalionu budowy dróg. Fragment dziennika wojennego niemieckiego II Korpusu Armijnego: 

Zaczęła się gwałtowna strzelanina, którą przerwała dopiero energiczna interwencja oficerów. Żołnierze 604. batalionu budowy dróg z nadmiernego zdenerwowania zastrzelili 84 jeńców.

W toku przesłuchania świadków pod koniec lat sześćdziesiątych XX wieku nie udało się wyjaśnić, czy jeńcy polscy w Serocku rzeczywiście podjęli próbę ucieczki (tak jak to utrzymywali ich niemieccy strażnicy). Polacy mieli zostać ostrzelani zarówno z karabinów, jak i ustawionych dodatkowo armat przeciwpancernych, przy czym ogień przerwano dopiero wówczas, gdy pojawiło się niebezpieczeństwo, że ucierpią też żołnierze niemieccy.
Szymon Datner twierdził z kolei, iż rzeź nastąpiła w rezultacie prowokacji. Gdy jeńcy ułożyli się już do snu, pilnujący ich Niemcy mieli nagle krzyknąć, że zbliża się czołg i jeńcy winni skryć się; część usłuchała kryjąc się w stogach stojących na polu i wówczas miał paść strzał, który był hasłem do rozpoczęcia masakry.
Nazajutrz towarzysze broni (według innych źródeł miejscowi chłopi) złożyli pomordowanych we wspólnym grobie na polu, które było miejscem tragedii. Ofiary ekshumowano w październiku 1947. Udało się ustalić nazwiska kilku zamordowanych, w tym jednego cywila – kolejarza Stanisława Łońskiego.